# Maestà di Massa Marittima
La Maestà di Massa Marittima è un dipinto a tempera e oro su tavola (161X209 cm) di Ambrogio Lorenzetti, datato al 1335 circa e conservato nel Museo di arte sacra di Massa Marittima. Si tratta di una delle sue prime grandi opere allegoriche.
È una delle tre grandi Maestà di quest'artista: le altre due sono dipinte a fresco nella cappella di San Galgano a Montesiepi (Chiusdino, in provincia di Siena) e nella chiesa di Sant'Agostino di Siena. 
Un'altra Maestà di Massa Marittima, anch'essa di scuola senese del Trecento, dipinta da Duccio di Buoninsegna, si trova invece nel Duomo della città.

## Storia
La Maestà fu dipinta per la chiesa agostiniana di San Pietro all'Orto di Massa Marittima. Lo fanno pensare soprattutto la presenza nell'opera di sant'Agostino (in piedi alla sinistra della Madonna), nonché dei tre santi Giovanni Evangelista, Pietro e Paolo, che siedono in posizione di onore alla destra della Madonna e ai quali la chiesa era intitolata.
La Maestà potrebbe essere stata dipinta anche per la vicina e più grande chiesa di Sant'Agostino, ma quest'ultima era ancora in costruzione ai tempi della realizzazione del dipinto ed è soprattutto il collocamento della figura di sant'Agostino in posizione non preminente che fa escludere questa ipotesi. Non si può tuttavia escludere che l'opera abbia stazionato nell'edificio.
Della tavola, a partire dal XVII secolo, si persero le tracce e solo nel 1867 fu ritrovata divisa in cinque pezzi nella soffitta della chiesa di Sant'Agostino, senza predella, cuspidi e cornice. Dopo il restauro fu collocata nella sede del Palazzo del Comune, quindi esposta nella pinacoteca del Palazzo del Podestà fino ad approdare al nuovo Museo di arte sacra dove si trova ancora oggi.

## Descrizione
Al centro siede la Madonna in trono col Bambino in braccio. Ai lati dei gradini del trono sono presenti sei angeli (tre per parte) con strumenti musicali e incensieri. Ai lati del trono stesso ci sono altri quattro angeli, due che reggono i cuscini del trono e altri due che lanciano fiori. Come in altri dipinti di Ambrogio Lorenzetti, nella Madonna con il Bambino è sottolineato il rapporto umano tra madre e figlio, con la consueta presa energica del figlio da parte di Maria, con un contatto guancia a guancia e uno scambio di sguardi ravvicinato tra le due figure. Del trono si vedono solo i gradini, mentre è apparentemente assente il seggio e lo schienale: il trono diventa quindi costituito dai soli cuscini sorretti dagli angeli. In primo piano infine si trovano le personificazioni delle Virtù teologali.
Tutti gli altri personaggi in piedi sono uno stuolo di profeti, santi e patriarchi. A sinistra, dietro i tre angeli inginocchiati, troviamo una fila di quattro santi riconoscibili come san Basilio, san Nicola di Bari, san Francesco d'Assisi e santa Caterina d'Alessandria. Ancora più dietro, troviamo san Giovanni evangelista, san Pietro, san Paolo e due sante non identificate. In piedi, dietro agli angeli musicanti, sono presenti san Benedetto, sant'Antonio abate, sant'Agostino e san Cerbone (santo patrono di Massa Marittima, al quale è dedicato il Duomo), riconoscibile per le oche ai suoi piedi. Dietro troviamo gli evangelisti Matteo, Marco e Luca, con due sante non identificate. Dietro ai santi dai volti visibili si intravedono le aureole di altre figure e sotto gli archi a sesto acuto molte altre figure, riconducibili ad apostoli, profeti e patriarchi.
Tale sovraffollamento di personaggi fa sì che tutti coloro che hanno fatto la storia della Chiesa siano presenti all'evento della nascita di Gesù Cristo. 

### Le Virtù
Ai piedi del trono sono inoltre presenti le personificazioni delle tre virtù teologali, dal gradino più basso a quello più alto, la Fede, la Speranza e la Carità, come indicato dalle iscrizioni sui gradini. 
La Fede è vestita di bianco e tiene in mano un dipinto con una rappresentazione della Trinità (la colomba dello Spirito Santo non è oggi più visibile); la Speranza ha una veste verde e guarda in alto, verso Dio, secondo il suo gesto più tipico, reggendo in mano un alto modellino di torre che simboleggia la Chiesa; la Carità infine si trova al centro ed è tipicamente vestita di rosso (in realtà un idilliaco rosa tenue), con in mano il fuoco dell'amore divino e una freccia con cui sembra anche dirigere il concerto angelico.
La loro disposizione segue un preciso significato allegorico: secondo la definizione di Pietro Cantore la Fede costruisce le fondamenta dell'edificio ecclesiale, e infatti siede sul gradino che forma la base del trono, la Speranza eleva la Chiesa fino al cielo, simboleggiata dalla pesante torre che regge, mentre la Carità concretizza l'atto della Chiesa e attraverso l'amore per Dio Padre dà amore anche al prossimo. La veste trasparente e la bellezza con cui è raffigurata, il cuore che regge con la mano sinistra e la freccia che regge con la mano destra sono attributi ereditati dall'arte classica, propri delle raffigurazioni di Venere: lo stesso sant'Agostino impiega proprio l'immagine della freccia e di un cuore fiammeggiante per indicare la Carità divina, la quale, secondo Gilberto di Hoyland, “arriva fino all'amore di Dio, lo penetra come una saetta, trafigge il suo cuore”.

## Stile
L'opera è tutt'altro che una Maestà tradizionale. Il sovraffollamento dei personaggi intorno al trono carica l'evento della nascita di Gesù Cristo di una portata epocale, essendo tale evento assistito da tutti coloro che hanno fatto la storia della Chiesa. Inoltre la presenza, iconografia e collocamento delle tre virtù teologali accrescono il valore allegorico dell'opera.
Proprio intorno al 1335 si registra una transizione dello stile di Ambrogio Lorenzetti. Alle figure già volumetriche ben collocate nello spazio e rese già con un ottimo uso dei chiaroscuri, ma ancora forse un po' troppo statiche ed ingessate dei primi anni trenta del secolo (come si riscontra nel trittico di San Procolo del 1332 che si trova alla Galleria degli Uffizi di Firenze), si passa a figure con una postura più sciolta e naturale, anche laddove le figure non sono in movimento. Questo si riscontra per le tre virtù teologali sedute sui gradini del trono, per quelle degli angeli e per quella di san Francesco, mentre altre figure rimangono ancora statiche e irrigidite nella loro posizione. La coesistenza di queste due caratteristiche stilistiche nell'opera, che sarà persa definitivamente nelle opere senesi della seconda metà degli anni trenta e degli anni quaranta del secolo, indica la transizione in atto nello stile dell'artista in questi anni.
I volti delle figure rivelano le fisionomie tipiche di Lorenzetti, contribuendo quindi, insieme al carico allegorico del dipinto, a non suscitare dubbi sulla paternità dell'opera. Delicatissimi sono poi gli accordi cromatici, intonati a toni pastello perfettamente armonizzati nel preponderante oro dello sfondo e delle numerose aureole.